# Cratere Debussy
Debussy è un cratere da impatto sulla superficie di Mercurio.
Il cratere è dedicato al compositore francese Claude Debussy. A sua volta il cratere dà il nome alla maglia H-14, precedentemente nota come Cyllene.